# Японський тер'єр
Японський тер'єр (англ. Japanese Terrier) — надійний друг і ідеальний компаньйон. Ці собаки життєрадісні і рухливі. Вони прив'язуються до господаря і є головними сімейними улюбленцями.

## Опис
Чудові мисливські собаки, що можуть працювати як на суші, так і у воді. Це рідкісна порода собак. Вони веселі, грайливі, легко навчаються, люблять дітей і добре уживаються з іншими домашніми тваринами. Дуже гармонійний і пропорційний собака. Забарвлення: біле з чорною головою; біле з чорними плямами; чорне з рудими підпалинами. Шерсть коротка, густа і гладка.

## Історія
Порода була виведена в Японії, починаючи з 1920 року. Родичами вважають фокстер'єрів, левреток і англійських пойнтерів. У 1930 році кінологічний клуб Японії офіційно зареєстрував цю породу. Офіційне визнання Міжнародної федерації кінологів вони отримали лише в 1998 році.

## Здоров'я, хвороби
Представники цієї породи не можуть переносити низькі температури, схильні до простудних захворювань. Вони небезпечні для здоров'я тварин, на їх фоні розвиваються важкі хвороби інших органів. Треба регулярно відвідувати ветеринара і своєчасно прищеплювати свого собаку.